# Grand Prix automobile de Penya-Rhin 1934

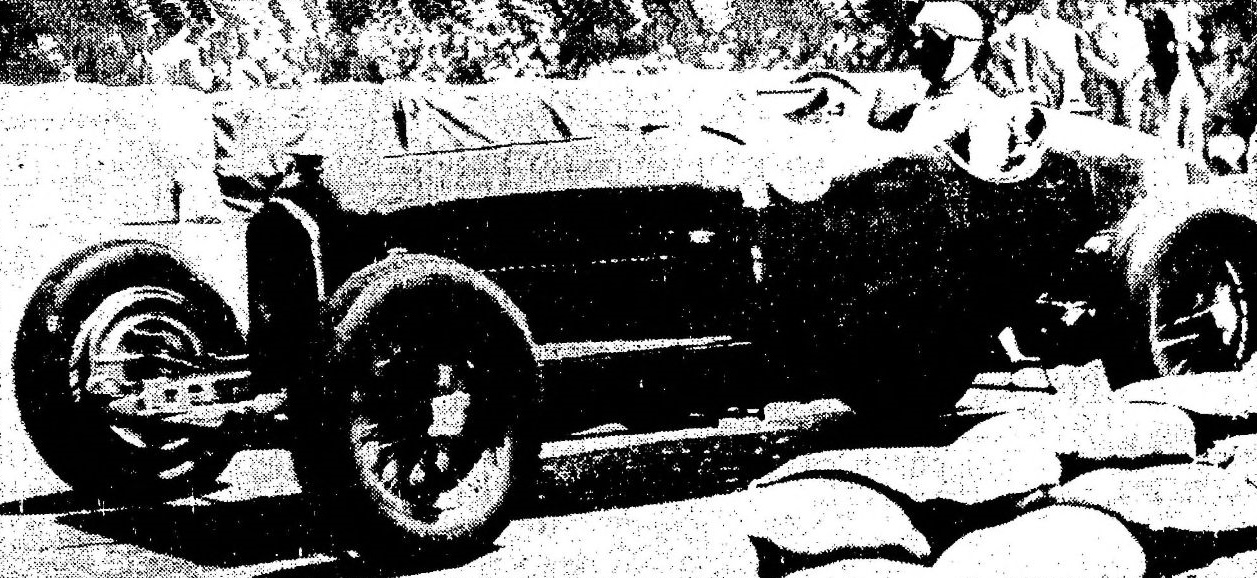
Achille Varzi, vainqueur du Grand Prix de Penya-Rhin 1934.

Le Grand Prix automobile de Penya-Rhin 1934 est un Grand Prix qui s'est tenu sur le circuit de Montjuïc le 17 juin 1934.

## Grille de départ
| 1re ligne | Pos. 1            |                  | Pos. 2             |                   | Pos. 3             |                | Pos. 4                |                           |
|           | Lehoux Alfa Romeo |                  | Hamilton Maserati  |                   | Zanelli Alfa Romeo |                | Nuvolari Maserati     |                           |
| 2e ligne  |                   | Pos. 5           |                    | Pos. 6            |                    | Pos. 7         |                       | Pos. 8                    |
|           |                   | Palacio Maserati |                    | Chiron Alfa Romeo |                    | *              |                       | Varzi Alfa Romeo          |
| 3e ligne  | Pos. 12           |                  | Pos. 11            |                   | Pos. 10            |                | Pos. 9                |                           |
|           | **                |                  | Falchetto Maserati |                   | Brunet Bugatti     |                | Tort Nacional Pescara |                           |
| 4e ligne  |                   |                  |                    |                   |                    | Pos. 14        |                       | Pos. 13                   |
|           |                   |                  |                    |                   |                    | Delmot Bugatti |                       | De Villapadierna Maserati |

* Peter DePaolo, qui occupe la 7e place sur la grille, ne prend pas le départ de la course à la suite d'un accident lors des essais.

** Robert de Morawitz, qui occupe la 12e place sur la grille, ne prend pas le départ de la course.

## Classement de la course
| Pos. | no | Pilote                      | Écurie                | Châssis          | Tours | Temps/Abandon                 | Grille |
| ---- | -- | --------------------------- | --------------------- | ---------------- | ----- | ----------------------------- | ------ |
| 1    | 16 | Achille Varzi               | Scuderia Ferrari      | Alfa Romeo P3    | 70    | 2 h 33 min 2 s 0 (104,0 km/h) | 8      |
| 2    | 12 | Louis Chiron                | Scuderia Ferrari      | Alfa Romeo P3    | 70    | + 1 min 8 s 1                 | 6      |
| 3    | 2  | Marcel Lehoux               | Scuderia Ferrari      | Alfa Romeo P3    | 70    | + 2 min 13 s 6                | 1      |
| 4    | 6  | Juan Zanelli                | Privé                 | Alfa Romeo Monza | 67    | + 3 tours                     | 3      |
| 5    | 10 | Joaquín Palacio             | Grupo Vipal           | Maserati 8C      | 67    | + 3 tours                     | 5      |
| 6    | 20 | Robert Brunet               | Privé                 | Bugatti Type 51  | 66    | + 4 tours                     | 10     |
| 7    | 26 | José María de Villapadierna | Grupo Vipal           | Maserati 4C 2500 | 65    | + 5 tours                     | 13     |
| Abd. | 8  | Tazio Nuvolari              | Privé                 | Maserati 8CM     | 32    | Moteur                        | 4      |
| Abd. | 22 | Benoît Falchetto            | Écurie Braillard      | Maserati 8CM     | 29    | Retrait                       | 11     |
| Abd. | 28 | Louis Delmot                | Privé                 | Bugatti Type 51  | 18    | Magneto                       | 14     |
| Abd. | 4  | Hugh Hamilton               | Whitney Straight Ltd. | Maserati 8CM     | 11    | Tuyaux d'huile                | 2      |
| Abd. | 18 | Esteban Tort                | Privé                 | Nacional Pescara | 7     | Roue                          | 9      |
| Np.  | 14 | Peter DePaolo               | Écurie Braillard      | Maserati 8CM     |       | Accident aux essais           | 7      |
| Np.  | 24 | Robert de Morawitz          | Privé                 | Bugatti Type 51  |       |                               | 12     |

- Légende : Abd.=Abandon - Np.=Non partant.

## Pole position et record du tour
- Pole position :  Marcel Lehoux (Alfa Romeo) par tirage au sort.
- Meilleur tour en course :  Louis Chiron (Alfa Romeo) en 2 min 8 s.